# Đội viên du kích Lyonia Golikov
Đội viên du kích Lyonia Golikov (tiếng Nga: Партизан Лёня Голиков) là một cuốn truyện dành cho thiếu nhi của nhà văn Yury Korolkov, xuất bản lần đầu năm 1955.

## Nội dung
Câu chuyện kể về Lyonia Golikov (1926 - 1943) - một anh hùng du kích thiếu niên đã sống và chiến đấu cùng dân làng để giải phóng quê hương khỏi ách chiếm đóng của một Trung đoàn Đức Quốc xã.

### Nhân vật
- Lyonia Golikov

## Sự kiện thú vị
- Trong lần tái bản năm 1960 (bản in tiếng Việt), nhà văn Yury Korolkov đã viết một bức thư ngỏ nổi tiếng dành riêng cho thiếu nhi Việt Nam bấy giờ đang trải qua những tháng ngày kháng chiến chống đế quốc Mỹ gian khổ.